# 悬铃花属
悬铃花属（学名：Malvaviscus）是锦葵目锦葵科下的一个属，为灌木或亚灌木植物，与木槿属近缘，同属木槿族。该属至少有11种，分布于中、南美洲。
属名Malvaviscus拉丁语malva（锦葵属）和viscus（胶）的合成词，指属内某些种具黏液。